# Seven Years in Tibet (1956)
Seven Years in Tibet is een Britse documentairefilm uit 1956, gebaseerd op de gelijknamige biografie van Heinrich Harrer.

## Verhaal
De documentaire toont de tijd die de Oostenrijkse bergbeklimmer en Heinrich Harrer doorbracht in Tibet. In 1939 werd hij gevangen door Brits-Indische soldaten en opgesloten in een krijgsgevangenenkamp. Hij en een vriend ontsnapten en bereikten Tibet. Daar belandden ze in de heilige stad Lhasa en ontmoetten ze de nog jonge 14e dalai lama, Tenzin Gyatso.

## Rolverdeling
| Acteur          | Personage |
| --------------- | --------- |
| Heinrich Harrer | zichzelf  |

## Prijzen en nominaties
In 1956 werd Seven Years in Tibet op het filmfestival van Cannes genomineerd voor een Gouden Palm, maar won deze niet.